# Philoscia novaezelandiae
Philoscia novaezelandiae is een pissebed uit de familie Philosciidae. De wetenschappelijke naam van de soort is voor het eerst geldig gepubliceerd in 1885 door Filhol.